# Ivan Dolček
Ivan Dolček, né le 24 avril 2000 à Koprivnica en Croatie, est un footballeur croate qui évolue au poste d'arrière gauche ou d'ailier gauche à Dundee United.

## Biographie

### NK Slaven Belupo
Natif de Koprivnica en Croatie, Ivan Dolček est formé par le club de sa ville natale, le NK Slaven Belupo, après avoir notamment évolué dans les équipes de jeunes du Dinamo Zagreb. Il fait ses débuts en professionnel le 2 décembre 2017, à l'occasion d'un match de championnat face au NK Osijek. Il entre en jeu en cours de partie ce jour-là, et son équipe s'incline sur le score de deux buts à zéro.

### Hajduk Split
Le 1er juillet 2019, Ivan Dolček s'engage en faveur de l'Hajduk Split pour un contrat de quatre ans. Il joue son premier match dès le 9 juillet suivant, lors d'une rencontre qualificative pour la Ligue Europa face à Gżira United. Entré en jeu à la place de Domagoj Bradarić, il se fait remarquer en inscrivant son premier but, participant à la victoire de son équipe (0-2). Il s'agit de son premier but en professionnel. Le 28 juillet de la même année, il est à nouveau buteur lors de la victoire de son équipe en championnat face au NK Varaždin (0-3).

### Prêts
Le 10 juillet 2022, Ivan Dolček est prêté pour une saison au HNK Šibenik. Le club possède une option d'achat sur le joueur.

### En sélection
Sélectionné avec l'équipe de Croatie des moins de 18 ans à quatre reprises en 2018, Ivan Dolček inscrit notamment un but le 22 mars contre le Pays de Galles (victoire 2-1 des jeunes croates).
Ivan Dolček reçoit sa première sélection avec l'équipe de Croatie espoirs le 5 septembre 2019, face aux Émirats arabes unis en match amical. Il entre en jeu à la place de Domagoj Bradarić et son équipe s'impose sur le score de trois buts à zéro lors de cette partie.

## Palmarès
Hajduk Split
- Vainqueur de la Coupe de Croatie en 2022.